# Danilo Petrović (cestista)
Danilo Petrović (in serbo Данило Петровић?; Vršac, 10 maggio 1999) è un cestista serbo naturalizzato italiano.

## Carriera
La carriera professionistica inizia nel 2015 in Italia, dopo quattro anni trascorsi nel settore giovanile della Virtus Bologna: affronta la A2 con i bianconeri restandovi fino al 2017 e vincendo la Coppa Italia LNP. Nel 2017/2018 partecipa al campionato di Serie B con Ortona, nel 2018 torna nella seconda serie accettando la proposta della Poderosa Montegranaro. Ad agosto 2019 passa a Forlì mentre nella stagione successiva difende i colori di Cento. La stagione 2021/2022 è ancora in Emilia, ma stavolta al Kleb Basket Ferrara. Nel 2022/2023  scende in campo con la maglia di Ravenna. Nel 2023/2024 a Rieti termina la regular season al terzo posto in classifica, disputando poi due turni di playoff promozione.
Il 2 luglio 2024 firma un accordo con la V.L. Pesaro.
Vanta una medaglia d’oro conquistata nel 2017 in Slovacchia con la Nazionale serba in occasione dei Campionati Europei Under 18.

## Palmarès

### Club

#### Competizioni nazionali
- Coppa Italia LNP: 1

Virtus Bologna: 2017

### Nazionale
- Europei Under-18: 1

 Slovacchia 2017